# Børnefilter
Et børnefilter er et computerprogram der forhindrer børn i at se uhensigtsmæssige billeder og tekster på internettet. Disse uhensigtsmæssige billeder og tekster er oftest af pornografisk eller voldelig karakter.
| Software | Spire Denne artikel om software og programmering er en spire som bør udbygges. Du er velkommen til at hjælpe Wikipedia ved at udvide den. |